# Helgi Valur Daníelsson

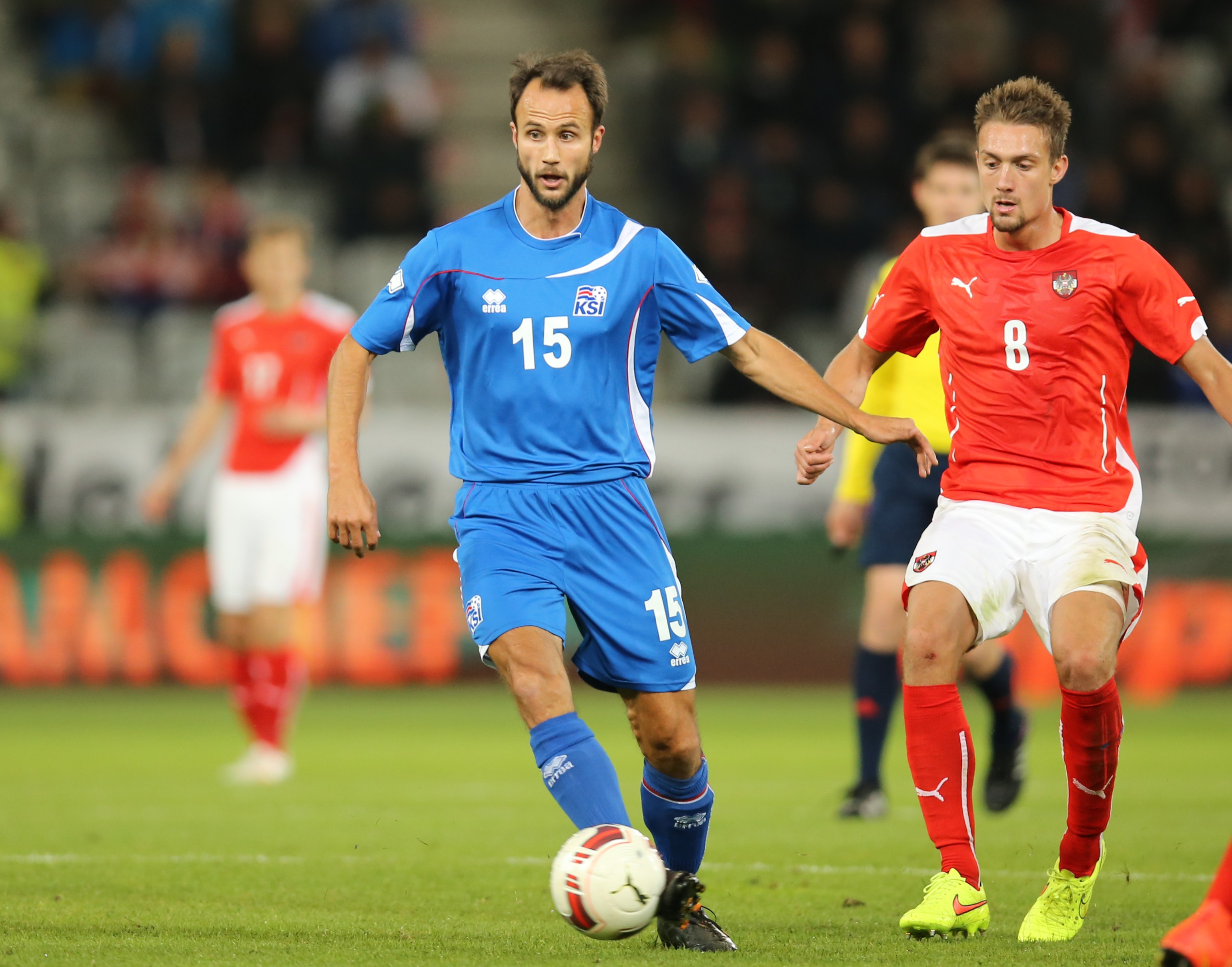
Daníelsson (2014)

Helgi Valur Daníelsson (* 13. Juli 1981 in Uppsala, Schweden) ist ein isländischer Fußballspieler. Der zentrale Mittelfeldspieler, der im Laufe seiner bisherigen Karriere außerhalb Islands in England, Deutschland und Schweden aktiv war, debütierte 2001 für die isländische Nationalmannschaft.

## Werdegang

### Anfänge in Island und England
Helgi Valur Daníelsson begann seine Profi-Laufbahn 1998 mit einem Einsatz für Fylkir Reykjavík in der zweiten isländischen Liga. Im selben Jahr wurde der englische Football-League-Verein Peterborough United auf ihn aufmerksam und verpflichtete den 17-jährigen, der für den Verein insgesamt 71 Spiele in der League One bestreiten sollte. Zwischenzeitlich wurde Helgi jedoch zu seinem mittlerweile in die Landsbankadeild aufgestiegenen Stammverein zurückverliehen und absolvierte für Fylkir 16 Partien, wobei er mit der Mannschaft Vize-Meister wurde.
Mittlerweile zum isländischen Nationalspieler avanciert, wechselte Helgi 2003 zurück nach Island, wo er bis 2005 erneut für Fylkir spielte.

### Helgi Daníelsson in Schweden und Deutschland
2006 wechselte er schließlich nach Schweden, wo er sich dem Allsvenskan-Teilnehmer Östers IF anschloss und in der Spielzeit 2006 insgesamt 20 Partien absolvierte, jedoch in die Superettan als zweithöchster Spielklasse Schwedens abstieg. Nach 28 Einsätzen für Östers IF in der Superettan-Saison 2007 wechselte Helgi daraufhin innerhalb Schwedens zur IF Elfsborg, für die er in den Spielzeiten 2008 und 2009 insgesamt 50 Partien absolvierte, wodurch er auch das Interesse des deutschen Zweitligisten Hansa Rostock auf sich zog. Ein im Sommer 2009 angestrebter Wechsel scheiterte jedoch zunächst, bis es kurz nach Ende der Winterpause in der Saison 2009/10 doch noch zum Transfers des Isländers nach Rostock kam, wo mit Garðar Jóhannsson zudem ein zweiter Isländer verpflichtet wurde. Dabei zahlte Hansa für Helgi eine Ablösesumme in Höhe von 350.000 Euro sowie eine zusätzliche Ausbildungsentschädigung in Höhe von 18.000 Euro an Elfsborg. Trotz dieser Neuzugänge stieg Rostock zum Saisonende in die 3. Liga ab, womit Helgi Daníelssons Engagement in Rostock bereits nach sechs Monaten endete.
Im Sommer 2010 unterschrieb Helgi daraufhin einen Vertrag über dreieinhalb Jahre beim schwedischen Traditionsverein AIK, der im Abstiegskampf ihn und Robert Åhman-Persson, Goran Ljubojević sowie Admir Ćatović als neue Kräfte verpflichtete. Bis zum Saisonende von Trainer Alex Miller auf mehreren verschiedenen Positionen eingesetzt, verhalf er als Stammspieler zum Klassenerhalt. Als Stammspieler war er anschließend unter Millers Nachfolger Andreas Alm maßgeblich am Aufschwung des Klubs beteiligt, der in der Spielzeit 2011 Vizemeister hinter Helsingborgs IF wurde. In der folgenden Spielzeit musste er zeitweise verletzungsbedingt pausieren, anschließend war er wieder Stammspieler. Im Sommer 2013 verließ er den Klub ein halbes Jahr vor Ablauf des Vertrages und schloss sich dem vierfachen portugiesischen Meister Belenenses Lissabon an.